# Trichostrongylinae
Die Trichostrongylinae sind eine Unterfamilie der Trichostrongyliden mit etwa 430 Arten in 56 Gattungen. Sie haben sich vermutlich im Eozän als Parasiten bei Vögeln herausgebildet und haben sich später auch an Säugetiere angepasst.

## Merkmale
Das wichtigste morphologische Unterscheidungsmerkmal bei den Trichostrongyloidea ist der Bau der Bursa copulatrix. Diese ist bei den Trichostrongylinae vom Typ 1-4 oder 1-1-3. Die Rippen 3 sind größer als die Rippen 5. Die Rippe 4 und / oder 8 erreichen den Hinterrand der Bursa. Die Mundöffnung ist von drei Lippen umgeben, ein peribukkaler Ring fehlt. Die Vulva ist längs orientiert.

## Systematik
Die Trichostrongylinae werden in drei Triben eingeteilt:
- Tribus Cooperiini
  - Subtribus Cooperiinii
    - Chabaudstrongylus Durette-Desset & Denke, 1978
    - Cooperia Ransom, 1907
    - Gazellostrongylus Yeh, 1956
    - Impalaia Moennig, 1923
    - Megacooperia Khalil & Gibbons, 1976
    - Minutostrongylus Le-Roux, 1936
    - Neocooperia Fotedar & Bambroo, 1971
    - Paracooperia Travassos, 1935
    - Paracooperioides Boomker, Horak & de Vos, 1981
    - Pseudostertagia Orloff, 1933

  - Subtribus Libyostrongylinii
    - Cnizostrongylus Chabaud, Durette-Desset & Houin, 1967
    - Laurostrongylus Durette-Desset & Chabaud, 1992
    - Libyostrongylus Lane, 1923
    - Paralibyostrongylus Ortlepp, 1939
    - Pararhabdonema Kreis, 1945

  - Subtribus Obeliscoidinii
    - Biogastranema Rohrbacher & Ehrenford, 1954
    - Hoazinstrongylus Magalhaes, Pinto & Correa-Gomes, 1985
    - Obeliscoides Grabyill, 1924
    - Tapironema Durette-Desset, Chabaud & Sutton, 1997
    - Teporingonema Harris, 1985
- Tribus Haemonchini
  - Subtribus Haemonchinii
    - Ashworthius Le-Roux, 1930
    - Boehmiella Gebauer, 1932
    - Haemonchus Cobb, 1898
    - Leiperiatus Sandground, 1929
    - Mecistocirrus Railliet & Henry, 1912

  - Subtribus Ostertaginii
    - Camelostrongylus Orloff, 1933
    - Graphidium Railliet & Henry, 1909
    - Hyostrongylus Hall, 1921
    - Longistrongylus Le-Roux, 1931
    - Marshallagia Orloff, 1933
    - Ostertagia Ransom, 1907
    - Parostertagia Schwartz & Alicata, 1933
    - Spiculopteragia Orloff, 1933
    - Teladorsagia Andreeva & Satubaldin, 1954
- Tribus Trichostrongylini
  - Subtribus Amidostomatinii
    - Amidostomoides Petrova, 1987
    - Amidostomum Railliet & Henry, 1909
    - Epomidiostomum Skryabin, 1915
    - Hexapapillostomum Lomakin, 1991
    - Mesamidostomum Lomakin, 1991
    - Paramidostomum Freitas & Mendonca, 1950
    - Pseudamidostomum Boulenger, 1926
    - Quasiamidostomum Lomakin, 1991

  - Subtribus Filarinematinii
    - Filarinema Moennig, 1929
    - Peramelistrongylus Mawson, 1960
    - Profilarinema Durette-Desset & Beveridge, 1981

  - Subtribus Trichostrongylinii Leiper, 1908
    - Arnfieldia Sarwar, 1957
    - Graphidioides Cameron, 1923
    - Graphinema Guerrero & Rojas, 1969
    - Lagostonema Sutton & Durette-Desset, 1987
    - Linustrongylus Vaucher & Durette-Desset, 1986
    - Mainspinostrongylus Kalyankar & Palladwar, 1989
    - Schikhobalovia Ali & Deshpande, 1969
    - Travassosius Khalil, 1922
    - Trichostrongyella Dikov, 1961
    - Trichostrongylus Looss, 1905
    - Websternema Vaucher & Durette-Desset, 1986